# St. John, Kansas
St. John là một thành phố thuộc quận Stafford, tiểu bang Kansas, Hoa Kỳ. Năm 2010, dân số của xã này là 1295 người.

## Dân số
Dân số các năm:
- Năm 2000: 1318 người
- Năm 2010: 1295 người